# プラハ国立歌劇場

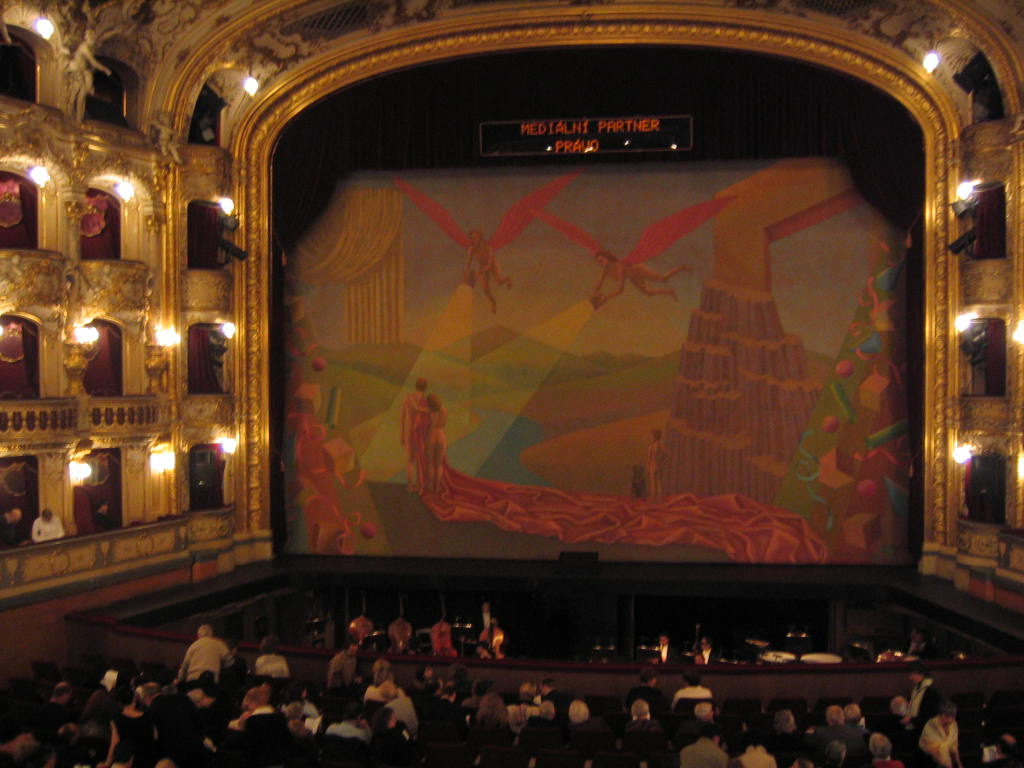
オーディトリアム

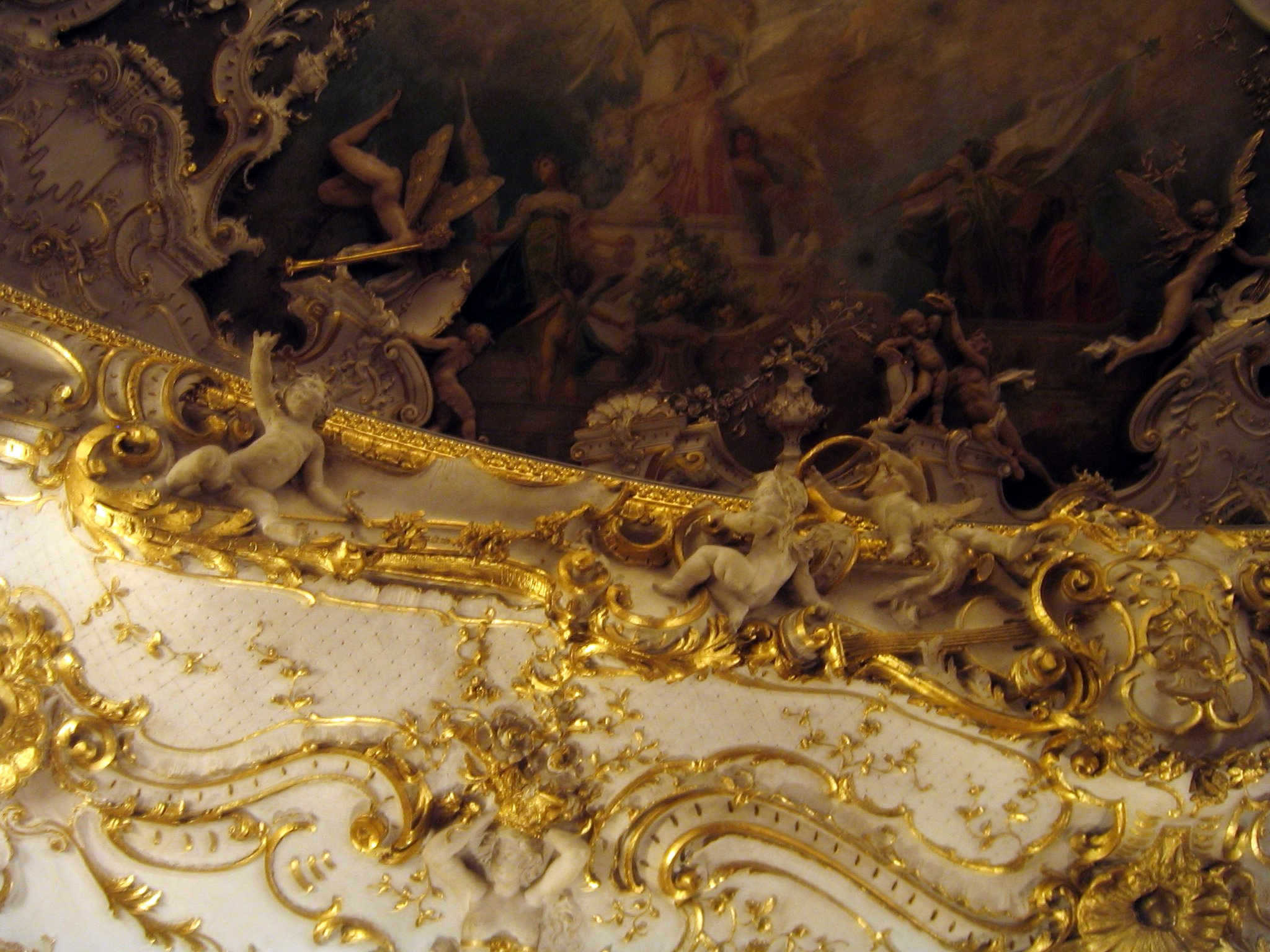
天井

プラハ国立歌劇場（チェコ語: Státní opera Praha）は、チェコ・プラハにある歌劇場である。

## 歴史・沿革
1883年、プラハのドイツ系住民がドイツ語の上演を求めて結成したドイツ劇場組合（Deutsche Theaterverein）により、1888年、歴史主義建築様式の劇場、新ドイツ劇場（Neues Deutsches Theater）が創立された。
初めの芸術監督アンゲロ・ノイマンの後任にアレクサンダー・ツェムリンスキーが、1925年から1929年の間には、後にウィリアム・スタインバーグに改名するハンス＝ヴィルヘルム・シュタインベルクが、後任としてジョージ・セル（音楽監督も兼任）もこの職に就き、それぞれがこの劇場で活躍した。歴代の楽長及び音楽監督には、グスタフ・マーラー、カール・ムック、レオ・ブレッヒ、オットー・クレンペラー、ジョージ・セルなど錚々たる顔ぶれが並ぶ。なお、建物としてではなく、当時の関係者の所属先として劇場を指す場合は、新が取れてドイツ劇場、プラハ・ドイツ劇場、または歌劇場と表記されるのが一般的である。
1938年9月25日、組合が撤退、この建物はチェコスロバキア国の所有となる。しかし1939年3月15日のドイツ軍のチェコスロバキアの占領、翌16日のヒトラーの布告によりプラハは保護領（ベーメン・メーレン保護領）となった。ドイツ・オペラハウス（Deutsches Opernhaus）と名付けられ、ナチ党の催しや国（ライヒ）の団体が客演した。
プラハ蜂起を記念した催しで演劇団体が上演-1945年5月5日『5月5日の劇場』。1947年から48年には劇場にオペラが戻る。1948年、『5月5日の大歌劇場』と名付けられ、この劇場は国民劇場の傘下となる。1949年に『スメタナ劇場』と改名し、1992年に現在の『プラハ国立歌劇場』となった。
2017年から2019年にかけて行われた改装工事は、1888年のオープン当時の姿に近づけことに主眼を置きつつも、約1000席の座席にタッチスクリーンを設置するという近代化も行われた。1945年に失われた18m*11mのオリジナル緞帳も写真を基に再制作された。